# Richard Shepard
Richard Shepard (Cidade de Nova Iorque, Nova Iorque, 1965) é um produtor e escritor de filmes e de televisão americano. Em 2007 recebeu um Directors Guild of America Award e um Emmy Award para Melhor Direção por Ugly Betty.